# Pierre Margot (architecte)
Pour les articles homonymes, voir Pierre Margot et Margot.
Pierre Margot, né le 27 août 1922 à Neuchâtel et mort le 6 septembre 2011 à Cully, est un architecte, professeur et expert en conservation des monuments suisse.

## Biographie
Petit-fils d’un pasteur de l’Église évangélique libre du canton de Vaud, Pierre Margot est apparenté à l’archéologue cantonal Louis Bosset, à Payerne, et lié à l’architecte Frédéric Gilliard, chez qui il est stagiaire en 1948. Le jeune homme étudie l’architecture à l’École polytechnique fédérale de Lausanne et obtient son diplôme en 1950, puis poursuit une spécialisation patrimoniale à Paris, en suivant des cours notamment à l’Institut français d’archéologie, à l’École nationale des chartes, et à l’École des Beaux-Arts. Il conserve par la suite encore des liens forts avec la Société française d’archéologie, dont il obtient en 1965 une médaille d’argent.
Pierre Margot revient en Suisse en 1952 et ouvre son propre bureau d’architecture à Lausanne. S’il construit à neuf quelques maisons individuelles et des lieux de culte (chapelles de Malley-Lausanne et de Lovatens, église de Sévelin à Lausanne), son domaine d’activité principal est la restauration de monuments historiques. Il restaure notamment de nombreuses églises : abbaye de Bonmont, abbatiale de Payerne, église d’Avenches, Ballens, Baulmes, Bullet, Châtillens, Chesalles-sur-Moudon, Crissier, Cully, Etoy, L'Isle, Lutry, Maracon, Missy, Oron, Romont, Saint-Saphorin-sur-Morges, Vers-l’Église, Vucherens, ainsi que l’Abbaye de la Fille-Dieu à Romont. Il restaure également les châteaux d’Aigle, de Begnins (Rochefort), de Blonay, d’Yverdon, de Prangins. Dès 1973, on lui confie de manière permanente la supervision des travaux de la cathédrale de Lausanne.
Inscrit depuis 1954 à la Société vaudoise d’histoire et d’archéologie, Pierre Margot présente dans ce cadre ses découvertes archéologiques relatives aux églises d’Etoy et de Saint-Saphorin (Lavaux). Dans le domaine des publications, on lui doit des contributions au volume sur l’Abbatiale de Payerne (1966) , à la Suisse romane (1967) , et au Dictionnaire des églises de France, de Belgique et de Suisse (1971), ainsi qu’en 1965 un article sur le château de Ripaille. Il publie également en 2010 un ouvrage consacré au château de Mirabel, en Ardèche, dont il est propriétaire.
http://www.patrimoine-ardeche.com/visites/mirabel.htm
Entre 1962 et 1996, Pierre Margot siège à la Commission fédérale des monuments historiques, et, au niveau du Canton de Vaud, il est membre de la Commission des monuments historiques et la Commission pour la protection des Biens culturels.

## Sources

### Archives cantonales vaudoises
Fonds : Margot (Pierre) (1501-2012) [70 mètres linéaires : 475 boîtes, 236 rouleaux, 6 classeurs, 3 cartables, 1 chemise].  Cote : PP 549. Archives cantonales vaudoises (présentation en ligne).

### Archives d’État de Fribourg
Fonds Pierre Margot Château de Bossonnens (1985-2003). Archives de l'État de Fribourg (présentation en ligne).

### Archives fédérales des monuments historiques (Bibliothèque nationale, Berne)
Fonds : Archives Pierre Margot (ca 1980-1995) [42 boîtes, 1 rouleau de plans sur papier-calque, 3 classeurs]. Section : Archives fédérales des monuments historiques (AFMH); Cote : EAD-MARG. Bibliothèque nationale suisse (présentation en ligne).